# 中島茂壽
中島 茂壽（なかしま しげとし、1943年3月29日 - ）は、日本の建築工学・構造工学者。大阪工業大学工学部建築学科元教授。工学博士（大阪大学）。日本建築学会鋼管構造小委員会ラーメン (骨組)WG元委員。
専門は、建築構造（特にラーメン構造・鉄骨構造学）・建築工学、構造工学。

## 略歴
大阪大学大学院工学研究科にて工学博士。
1971年大阪工業大学工学部建築学科講師。1995年助教授などを経て、同学科教授。2007年大阪工業大学退官。
大阪工業大学工学部建築学科にて35年以上の長きに渡り教鞭を執り、建築構造・構造工学の研究育成に貢献した。
主な所属学会は、日本建築学会、日本コンクリート工学協会、鋼橋技術研究会、日本鋼構造協会、国際構造工学協会など。主な著書は、エース建築工学シリーズ: エース鉄骨構造学初版（共著、朝倉書店1998、学術書）。

## 主な研究
- 鋼構造柱脚部における根巻きコンクリートの補強効果について: 構造系 - 鈴木豊朗・鷲尾健三との共同研究[3]
- 鋼構造柱脚部の接合形式が門型ラーメン構造の力学的性状に及ぼす影響[4] - 清水建設との共同研究
- スプリットティを用いた高力ボルト引張接合形式によるH形鋼柱・はり接合部の力学性状
- プレストレスを導入した部材を組みこんだ大スパン鉄骨構造
- 曲げモーメントとせん断力をうける角形鋼管柱の埋込み形式隅柱柱脚部における力学性状